# Graphocephala coccinea
Graphocephala coccinea is een halfvleugelig insect uit de familie dwergcicaden (Cicadellidae). De wetenschappelijke naam van de soort is voor het eerst geldig gepubliceerd in 1771 door Forster.

## Kenmerken
Het insect is makkelijk te herkennen aan de knalblauwe basiskleur en felrode tot oranje strepen in de lengte die een driehoek-patroon hebben.

## Leefwijze
Ondanks zijn geringe lengte kan Graphocephala coccinea al vliegend grote afstanden afleggen.

## Verspreiding en leefgebied
De cicade komt voor in Noord- en Midden-Amerika. De cicade leeft in grassen en zuigt plantensappen, en wordt zowel in graslanden als in tuinen aangetroffen, de soort is algemeen.